# Epischnia castillella
Epischnia castillella is een vlinder uit de familie snuitmotten (Pyralidae). De wetenschappelijke naam is voor het eerst geldig gepubliceerd in 1894 door Ragonot.
De soort komt voor in Europa.